# 諾特角

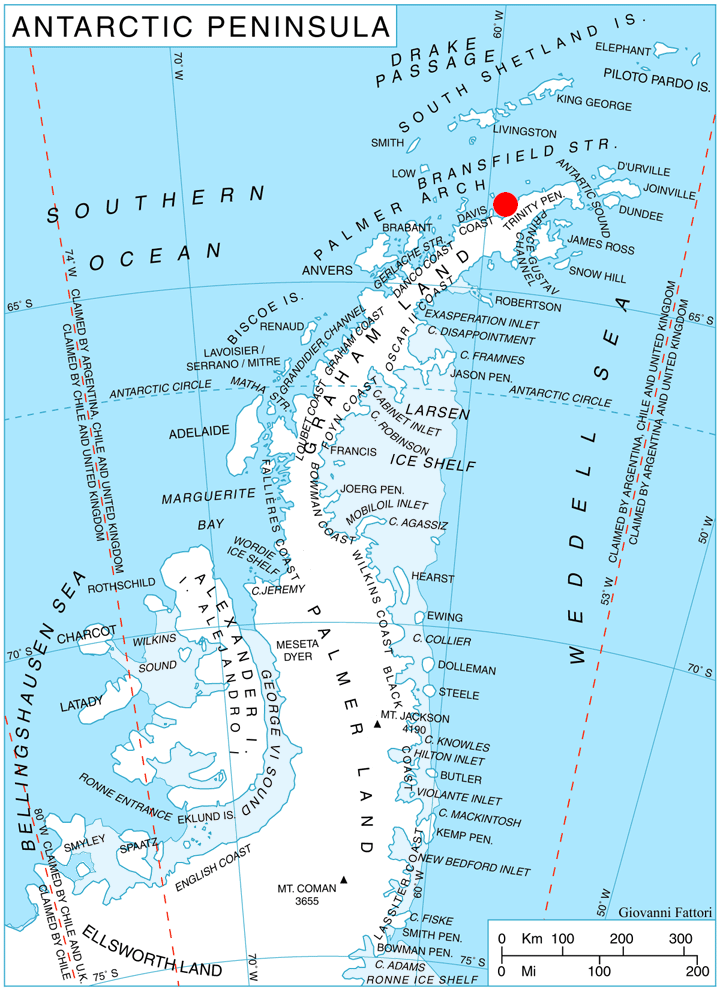

63°40′S 59°11′W / 63.667°S 59.183°W
諾特角（英語：Notter Point）是南極洲的海岬，位於特里尼蒂半島，處於謝爾曼角東南面11公里，是貝利察半島的北端，以英國上將命名，現時由南極條約體系管理。